# Monceau Saint-Gervais

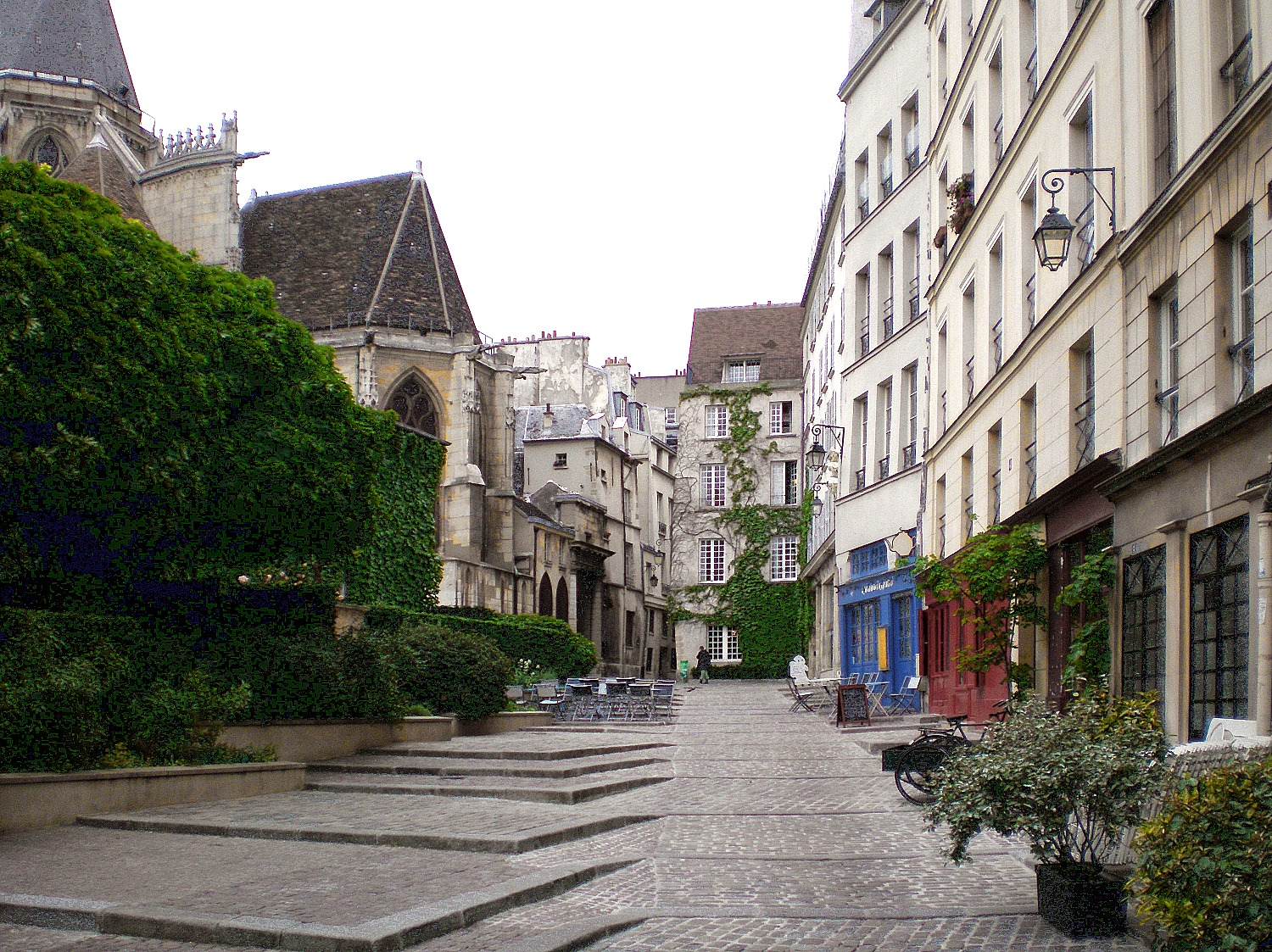
Pozůstatky návrší v Rue des Barres

Monceau Saint-Gervais [monsó seinžervé] (tj. návrší svatého Gervásia) bylo východní předměstí Paříže, které se rozkládalo za městskými hradbami v prostoru dnešního 4. obvodu.

## Poloha
Monceau Saint-Gervais se nachází ve 4. obvodu a odpovídá současné čtvrti Saint-Gervais, která tvoří část historické čtvrti Marais.
Malý pahorek vystupoval na pravém břehu obklopen močály zaplavované Seinou během povodní. Nacházel se za dnešní pařížskou radnicí u kostela Saint-Gervais-Saint-Protais. Výškový rozdíl téměř zanikl při stavebních úpravách v letech 1844–1847 a při zvýšení okolních pozemků. Pozůstatkem jsou schody vedoucí ulicí Rue des Barres do Rue François-Miron.

## Historie
Ve středověku zde vzniklo předměstí rybářů a lodníků s vlastním kostelem Saint-Gervais. Nacházel se zde hlavní trh na pravém břehu, který Ludvík VII. přesunul do Champeaux. Obyvatelé za to získali v roce 1141 od krále povolení, že zde nebude postavena žádná budova. Na místě posléze vzniklo Place de Grève. Od 12. do 16. století se předměstí rozvíjelo východně za hradbami. Po jejich zboření se stalo součástí města.
Od poloviny 19. století probíhala modernizace centra za prefekta Haussmanna. V letech 1850–1854 vznikla Rue de Lobau zbořením několika středověkých ulic, Place Saint-Gervais bylo zvětšeno a vznikla kasárna Lobau na místě asi stovky domů.

## Významné stavby
- Hôtel d'Aumont
- Hôtel de Beauvais
- Hôtel de Chalon-Luxembourg
- Hôtel Ourscamp